# تانغا
التنغة (نقحرة: تانغا) (بالإنجليزية: Tanga)‏ هو لباس داخلي أو لباس سباحة نسائي جد قصير بحيث يبقى جزء كبير من الموخرة ظاهراً عند ارتدائه.

## وصف التانغا
هو لباس بحر أو لباس داخلي من قطعتين، مصنوع من قماش أو جلد أو لثى. مقدمة القطعة السفلية ذات شكل مثلث تغطي الفرج، فيما تمتد أربطته حول الخصر. فيما القطعة العلوية تشبة حمالة صدر المايوه العادي.